# Navapolatsk
Navapolatsk (em bielorrusso:  Наваполацк; em russo:  Новополоцк, Novopolotsk) é uma cidade bielorrussa localizada na Voblast de Viciebsk. Tem uma população (estimativa de 2008) de 107 458. Fundada em 1958, está localizado perto da cidade de Polatsk e o nome significa literalmente "Nova Polatsk".